# Le Mans Series 2017
Le Mans Series 2017 är den trettonde säsongen av den europeiska långdistansserien för sportvagnar och GT-bilar, Le Mans Series. Säsongen omfattar sex deltävlingar.

## Tävlingskalender
| Datum        | Tävling                 | Segrare LMP2 – Team                              | Segrare LMP3 - Team                                               | Segrare GTE - Team                           |
| Datum        | Tävling                 | Segrare LMP2 – Förare                            | Segrare LMP3 - Förare                                             | Segrare GTE - Förare                         |
| ------------ | ----------------------- | ------------------------------------------------ | ----------------------------------------------------------------- | -------------------------------------------- |
| 15 april     | Silverstone 4-timmars   | United Autosports                                | United Autosports                                                 | TF Sport                                     |
| 15 april     | Silverstone 4-timmars   | Filipe Albuquerque William Owen Hugo de Sadeleer | John Falb Sean Rayhall                                            | Euan Hankey Nicki Thiim Salih Yoluc          |
| 14 maj       | Monza 4-timmars         | G-Drive Racing                                   | M.Racing - YMR                                                    | JMW Motorsport                               |
| 14 maj       | Monza 4-timmars         | Ryo Hirakawa Memo Rojas Léo Roussel              | Ricky Capo Erwin Creed                                            | Jonny Cocker Jody Fannin Robert Smith        |
| 23 juli      | Red Bull Ring 4-timmars | United Autosports                                | Eurointernational                                                 | Spirit of Race                               |
| 23 juli      | Red Bull Ring 4-timmars | Filipe Albuquerque William Owen Hugo de Sadeleer | Giorgio Mondini Davide Uboldi                                     | Duncan Cameron Matt Griffin Aaron Scott      |
| 27 augusti   | Castellet 4-timmars     | SMP Racing                                       | United Autosports                                                 | Spirit of Race                               |
| 27 augusti   | Castellet 4-timmars     | Matevos Isaakyan Egor Orudzhev                   | John Falb Sean Rayhall                                            | Duncan Cameron Matt Griffin Aaron Scott      |
| 24 september | Spa 4-timmars           | Graff                                            | AT Racing                                                         | Spirit of Race                               |
| 24 september | Spa 4-timmars           | James Allen Richard Bradley Gustavo Yacamán      | Mikkel Jensen Alexander Talkanitsa, Jr. Alexander Talkanitsa, Sr. | Andrea Bertolini Gianluca Roda Giorgio Roda  |
| 22 oktober   | Algarve 4-timmars       | Graff                                            | United Autosports                                                 | Proton Competition                           |
| 22 oktober   | Algarve 4-timmars       | James Allen Richard Bradley Gustavo Yacamán      | Wayne Boyd Christian England Mark Patterson                       | Matteo Cairoli Joël Camathias Christian Ried |

## Slutställning
| Klass | Förare                   | Team              |
| ----- | ------------------------ | ----------------- |
| LMP2  | Memo Rojas Léo Roussel   | G-Drive Racing    |
| LMP3  | John Falb Sean Rayhall   | United Autosports |
| GTE   | Jody Fannin Robert Smith | JMW Motorsport    |